# Skt. Jakobs Kapel
Skt. Jakobs Kapel er det fredede fundament af en lille kirke, der i middelalderen stod 350 m øst for Gurre Slot, på kanten af den nu tørlagte Lille Gurre Sø ved landsbyen Gurre på Nordsjælland.

## Historie
Bygningen stammer sandsynligvis fra 1300-tallet, idet det har været en romansk kirke, og et pavebrev dateret 1361 nævner stiftelsen af et kapel nær Valdemar Atterdags borg. Som navnet antyder, var kapellet viet til apostlen Jakob.
Der er spekulationer om, at kirke har fungeret som slotskapel for det nærliggende Gurre Slot. Under alle omstændigheder bekræfter et pavebrev til Pave Innocens 6., at Valdemar Atterdag i 1361 stiftede flere kapeller ved sine borge og i den forbindelse overdrog flere relikvier til stedet i 1361.
Man ved ikke præcis, hvornår kapellet er blevet nedlagt, men efter reformationen i 1536 har den mistet sin betydning, og byggematerialet er sandsynligvis blevet stjålet og brugt i andre bygninger i lokalområdet. På dette tidspunkt har Gurre Slot også mistet sin betydning og er gået i forfald.
Et kort fra 1788 angiver et område tæt ved kapellet betegnet som "Kirke Gaarden", hvilket indikerer, at der har eksisteret en kirkegård, som har hørt til kapellet. Der er ingen tegn på den i moderne tid.
Den blev udgravet i 1839, hvor der blev fundet rester af en grav inde i kapellet. Ved hjælp af kulstof 14-datering kunne man bestemme personen til at være gravlagt omkring midten af 1400-tallet. Der blev også fundet rester af munkesten og tegltag med munke og nonner. Man fandt ingen tegn på den angivne kirkegård.

## Beskrivelse
Bygningen har bestået af et skib med et lille kor mod øst. På nordsiden har været to udbygninger, der har tjent som hhv. sakristi og våbenhus. I den vestlige ende har været et tårn, og på nordsiden af dette et trappehus.